# Adventures of the Little Mermaid
Принц и Русалочка (яп. 人魚姫 マリーナの冒険 Нингё химэ Марина-но бо:кэн), фр. Le prince et la sirène) — аниме-сериал, созданный режиссёром Такэхиро Мияно и художником Жаном Шалопеном. Совместная работа японских и французских аниматоров. Впервые сериал транслировался по каналу Fuji Television со 2 февраля по 17 июля 1991 года. Сюжет мультфильма основан на сказке Ханса Кристиана Андерсена «Русалочка». 
Сериал был дублирован на английский, шведский, французский, испанский, итальянский, немецкий, датский, польский, русский и португальский языки. При этом для сериала были созданы две версии финальных титров, одна из которых демонстрировалась в английском дубляже.
Название сериала (яп. 人魚姫 マリーナの冒険 Нингё химэ Марина-но бо:кэн) с японского дословно переводится как «Русалочка: приключения Марины». Марина — это имя главной героини, золотоволосой русалочки. Очень часто данный сериал путают с японским полнометражным мультфильмом «Принцесса подводного царства», созданным в 1975 году.
В русском переводе также известен под названием «Принц и русалочка».

## Персонажи
Марина — русалочка, главная героиня мультфильма. Имеет золотистые волосы. После того, как спасла принца с тонущего корабля, влюбилась в него. Мечтает стать человеком.
Принц Жюстен — принц Гандора, был спасён Мариной, после этого влюбился в неё.
Шонсё — паж и верный друг принца Жюстена, добрый и честный.
Ансельм — наставник принца, колдун. Был тайно влюблён в Ядвигу.
Рике — выдра, верный спутник Ансельма. Обожает устрицы.
Уини — морской конёк, подружка Марины. Может издавать высокие звуки, из-за чего люди падают в обморок.
Флипи — рыба-собачка, друг Марины.
Бобо — рыба-клоун, друг Марины. Очень умён, знает множество древних легенд.
Корал — сестра Марины.
Морская колдунья Ядвига — главный злодей мультфильма. Когда-то давно была волшебницей, влюблённой в Ансельма. Из-за своей алчности и жажды власти Ядвиги была изгнана в море. Разрабатывает различные планы, чтобы схватить Марину и Жюстена и обменять их на амулет Власти.
Дод — молотоголовая акула, прислужник колдуньи. Глуповат, но сам по себе не злой, а скорее наоборот, имеет доброе сердце.
Хьюго — осьминог, прислужник колдуньи, очень силён.
Манта — скат, мало разговаривает, часто перевозит на себе колдунью.
Сесилия — злая принцесса, пытающаяся разлучить Жюстена с Мариной.
Принц Лофар — принц Бракстона, соперничающей с Гандором страны, заклятый враг Жюстена. Дружит с Ядвигой.

## Список серий[12]
1. Le retour à la mer (Возвращение в море)
2. La table d'or (Легендарная золотая табличка)
3. Que d'eau ! Que d'eau ! (Вода, кругом вода)
4. Un fauve (Корь — лучший союзник)
5. Jusqu'au bout (До самого конца)
6. Quoi de neuf (Что за превращения?)
7. A vos souhaits (Будьте здоровы)
8. Un bon placement (Выгодная работа)
9. Une journée à la campagne (Секретное хранилище)
10. Drôle de cuisine (Утомлённые сном)
11. Une grande amitié (Верные друзья)
12. Le chant magique (Песня морской ведьмы)
13. Un compagnon idéal (Любимая мозоль)
14. La dernière chance (Поиски золотой таблички)
15. Le malentendu (Особенный день)
16. La belle et le monstre (Красавец и чудовище)
17. Le meilleur ami de la sirène (Не сдавайся, Флип!)
18. Une belle promenade (Чудесная прогулка)
19. La vedette (Пикник на природе)
20. Le fond des mers (Моя любимая живёт под водой)
21. L'hyppocampe de Troie (Троянский конёк)
22. La rose des mers (Прекрасный цветок)
23. La carte au trésor (Опасные сокровища)
24. Le poison (Ведьмин пирог)
25. Une idée curieuse (Интересная мысль)
26. Une belle aventure (Неожиданная находка)